# 萊斯特廣場站
萊斯特廣場站（英語：Leicester Square tube station）位於英國倫敦西敏市，是倫敦地鐵皮卡迪利線及北線交會的地鐵站。本站設在萊斯特廣場以東不遠處。

## 概述
本站原先計畫中的站名是考博街（Cranbourn Street），而萊斯特廣場的站名是到大北方及皮卡迪利布朗普頓鐵路（今皮卡迪利線）於1906年12月15日啟用本站後才使用至今。
像其他皮卡迪利線及北線一期使用的車站一樣，本站從啟用之初就設有通往月台的升降梯，隨著乘客數量在北線延伸後的增加，又預計1930年代皮卡迪利線的延伸會帶來更多的人潮，於是開始在本站進行翻修工程，增設了通往地下售票大廳的的地面出口，而本站的售票廳就像先前皮卡迪利圓環站大廳一樣部份是在道路下方開挖的，有三組手扶梯通到月台上，而多餘的升降梯則遭到移除，剩下的電梯井則當成通風管。
萊斯特廣場站原本有著整座地鐵網路中最深的手扶梯，通往皮卡迪利線月台，長約54公尺，這項紀錄直到1992年才被天使站打破，該站在當年增加了全長60公尺的手扶梯。